# Jack Ryan (saltador)
Jack Ryan (20 de junio de 2003) es un deportista estadounidense que compite en saltos de trampolín. En los Juegos Panamericanos de 2023 obtuvo dos medallas de bronce, en las pruebas de trampolín 3 m y trampolín 3 m sincro.

## Palmarés internacional
| Juegos Panamericanos | Juegos Panamericanos | Juegos Panamericanos | Juegos Panamericanos |
| Año                  | Lugar                | Medalla              | Prueba               |
| -------------------- | -------------------- | -------------------- | -------------------- |
| 2023                 | Santiago (Chile)     | Medalla de bronce    | Trampolín 3 m        |
| 2023                 | Santiago (Chile)     | Medalla de bronce    | Trampolín 3 m sincro |